# ショーヴェ洞窟

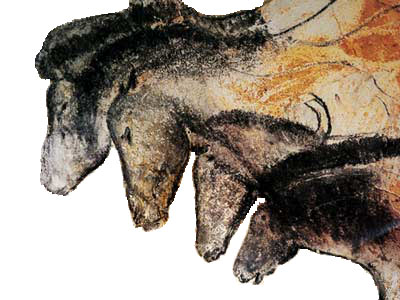
ショーヴェ洞窟の壁画

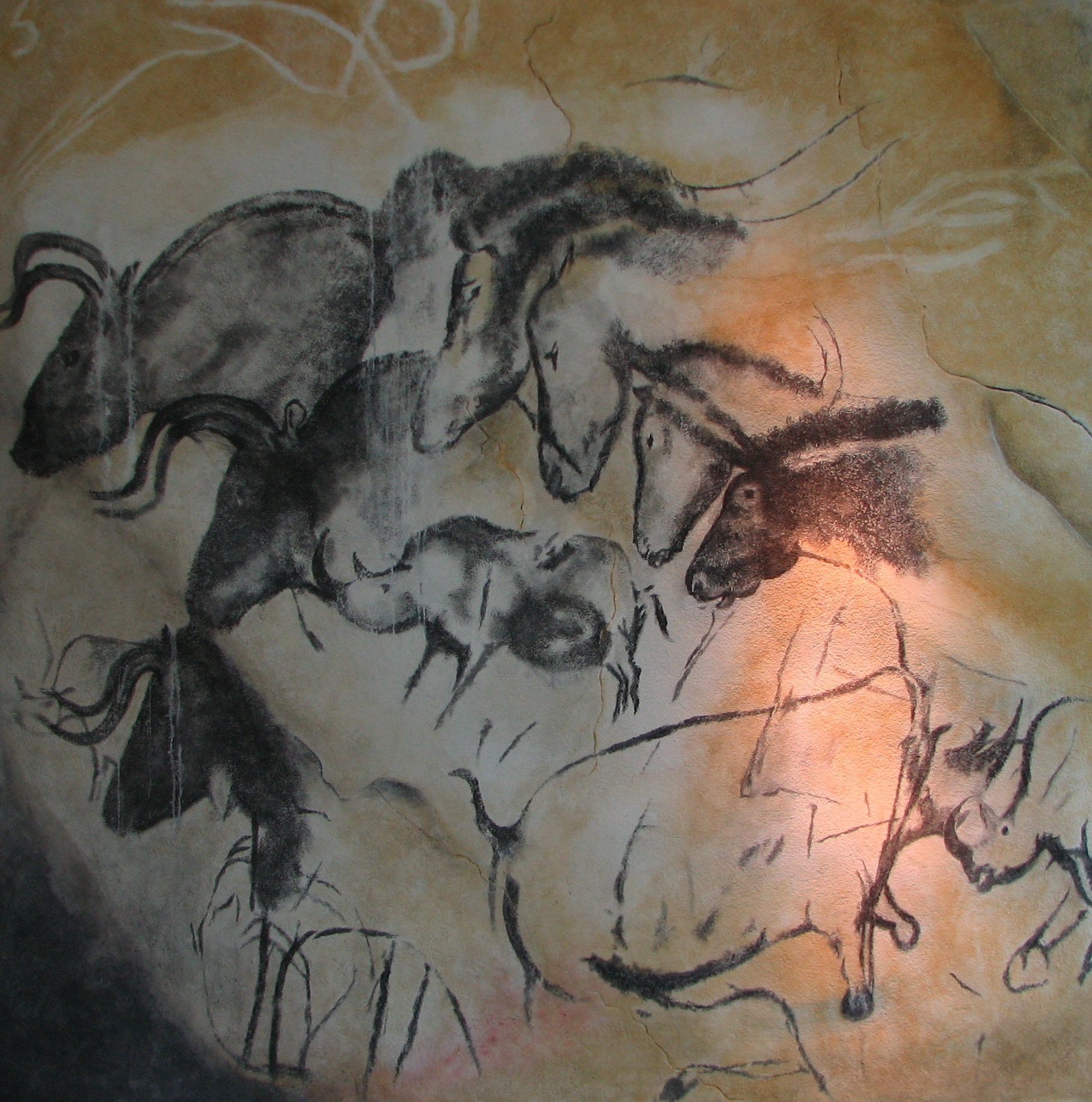
ショーヴェ洞窟の壁画

ショーヴェ洞窟（ショーヴェどうくつ、仏: Grotte Chauvet）は、フランス南部アルデシュ県のヴァロン＝ポン＝ダルク（Vallon-Pont-d'Arc）付近にある洞窟、アルデシュ川近辺の石灰岩の台地に位置する。洞窟は約2万年前に落石によって閉じされたが、1994年に再発見された。ショーヴェ洞窟壁画で知られる。

## ショーヴェ洞窟壁画
現在、知られるものでは最古級と思われる約3万2000年～3万7000年前のオーリニャック文化期の洞窟壁画で、1994年12月18日に3人の洞穴学者ジャン＝マリー・ショーヴェ（Jean-Marie Chauvet）、クリスチャン・イレール（Christian Hillaire）、エリエット・ブリュネル＝デシャン（Eliette Brunel-Deschamps）によって発見され、洞窟壁画の開始時期を大幅に遡らせた。ショーヴェ洞窟は発見者の Chauvet にちなんで名づけられた。
ショーヴェ洞窟壁画からは現在判明しているだけで260点の動物画が見付かっており、その総数は300点を超えると見られている。描かれている動物は、現在のヨーロッパでは絶滅した野生の牛、馬、サイ、ライオン、鹿（メガロケロス、メガセロス）、マンモス、クマ、バイソンなど13種類あり、その中にはフクロウ、ハイエナやヒョウなど、従来知られていた氷河時代の洞窟壁画には見られない（あるいはごくわずかしか描かれていない）動物も含まれている。
これらの絵は、スタンプあるいは吹き墨（oral spray painting）の技法を使って描かれている。
旧石器時代の洞窟壁画は外気に触れると急速に浸食が進み、傷みがひどくなるため、現在では洞窟壁画の多くが非公開の扱いを受けている。ショーヴェ洞窟もその例外ではなく、特別に許可を受けた一部の研究者を除いて洞窟への立入は禁止され、壁画は非公開となっている。
2015年、洞窟の等身大復元「Grotte Chauvet 2」が洞窟の近くに開館され、こちらは一般人の見学も可能となっている。

## 世界遺産
2014年の第38回世界遺産委員会で世界遺産リストに加えられた。

### 登録基準
この世界遺産は世界遺産登録基準のうち、以下の条件を満たし、登録された（以下の基準は世界遺産センター公表の登録基準からの翻訳、引用である）。
- (1) 人類の創造的才能を表現する傑作。
- (3) 現存するまたは消滅した文化的伝統または文明の、唯一のまたは少なくとも稀な証拠。